# Королівство літа
«Королівство літа» (англ. Kingdom of Summer) — фентезійний роман американської письменниці Джилліан Бредшоу. У романі розповідається про піднесення короля Артура й зачатки його занепаду. Розповідь у книзі ведеться від імені Рис ап Сіона, думноніанського фермера, який стає слугою Гвалчмея ап Лота (героя попередньої книги, «Яструба травня»).

## Сюжет
Взимку Ріс та його двоюрідний брат зустрічають воїна на кіоні на ім'я Гвалчмей. Він супроводжує їх до будинку, щоб укритися від холоду. Там його впізнає глава клану (і батько Риса), Сіон ап Рис, який подружився з Гвалчмаєм до того, як він став відомим на всю Британію.
Ця випадкова зустріч змінює хід життя Ріса. Він прагнув бути кимось вище, ніж простим фермером. Попри несхвалення батьків, звертається з проханням до Гвалчмея прийняти його як слугу. Бувши вдячним його батьку, Гвалчмей погоджується лише відвезти хлопця в Камланн, фортецю короля Артура, де він зможе знайти собі господаря.
Але спочатку Гвалчмей продовжує пошуки жінки, просити її пробачення. Його відправили в посольство до короля Брана, ворога Артура, щоб стежити за ним. Перебуваючи там, він закохався та спокусив Елідан, сестру короля. Бран дізнався і використав це як привід для бунту. Під час битви Гвалчмей вбив Брана, хоча пообіцяв Елідану, що цього не буде. В результаті її кохання переросло в ненависть, і вона зникла. Він не може знайти жодних новин про неї, і вони з Рісом їдуть до Камланна.
Коли вони приїжджають, Гвалчмеай тримає Риса своїм слугою, на їх взаємне задоволення. Рис вважає фортецю приємним місцем; все там, у різній мірі, спіймане баченням Артура, що об’єднує та приносить мир землі.
Після місячного відпочинку Гвалчмей вирушає послом до короля Мелґуна, одного з найбільших ворогів Артура. Ріс і Руон, один з лицарів Артура, супроводжують його. Шпигуни повідомляли, що його відвідували іноземці, й Артур побоюється, що він вступає в союз з королем Еріна. Коли вони прибувають, Гвалчмей вражений виявивши, що його власна мати, сумнозвісна відьма Морґауза, планує змову з Мелґуном. Також там знаходяться його батько Король Лот і його молодший брат Мордред.
Під час їх перебування Ріса приваблює Ейвлін, одна зі слуг Морґауз. Тим часом Мордред починає зачаровувати Руона і Ріса, насаджуючи сумніви в розсудливості Гвалчмея, використовуючи відомий факт, що він став берсерком у бою. Руон виграє вборотьбі, але не Ріс. Побачивши це, Мордред змінює тактику.
Різа силою забирають до Морґауз. Вона за допомогою магії намагається зламати його волю, але він вперто чинить опір. Коли Мордред виходить з кімнати, Ейвлін йде за ним і знепритомніє. Потрібна допомога Мордреда, щоб зламати Ріса, Моргаузе вирушає на його пошуки, даючи Ейвліну можливість звільнити Ріса і втекти з ним.
Відьма накладає заклинання, щоб убити її. Коли Ейвлін вбивають, Ріс робить єдине, про що може думати, — хрестить її біля дороги. Тоді він відчайдушно шукає допомоги. Він стикається з молодим хлопчиком Гвіном, який відводить їх до своєї матері, черниці Елідан. Випадково Ріс знайшов втрачене кохання Гвалчмея — та їх сина.
Мордред вистежує Ріса й відвозить його до матері, щоб знайти там Гвалчмея. Гвалчмей перемагає Морґаузе у магічній битві, залишаючи її виснаженою, але фізично неушкодженою.
Ріс веде свого господаря до Ейвліна; Гвалчмея здатний розбудити її. Потім він намагається примиритися з Елідан або хоча б отримати її прощення, але вона не зворушується. Ріс неохоче пообіцяв їй не розкривати особу Гвін, отож Гвалчмай йдеь зі своїми стражданнями.
Вони повертаються до фортеці Мелґуна, де їх ще чекають трагічні новини. Агравейн прибув провідати свого батька. Під час спільної бесіди Лот раптово помер без видимої причини. Поки Гвалчмея не було, Агравейн вбив свою матір за вбивство Лота. У люті Мордред вирішує вирушити до Камланна, побачити свого батька — Артура — й вступити в змову проти нього. Розпочинається процес падіння Артура.